# Pascal Boniface
Pascal Boniface (Parigi, 25 febbraio 1956) è un politologo e saggista francese.
Fondatore e direttore dell'Institut de relations internationales et stratégiques ("Istituto per le relazioni internazionali e strategiche" o IRIS), nella sua carriera ha scritto oltre 70 libri su questioni geopolitiche, occupandosi in particolare di armi nucleari, del Conflitto israelo-palestinese e della geopolitica dello sport e del calcio nel dettaglio.

## Biografia
Pascal Boniface ha studiato al Lycée Saint-Exupéry di Mantes-la-Jolie, dedicandosi poi al diritto internazionale all'Università di Parigi-Sorbona, con tesi sul tema del disarmo, e all'Istituto di studi politici di Parigi, laureandosi in scienze politiche nel 1980 e ottenendo il dottorato in diritto pubblico nel 1985. Ottenne un posto di docente di scienze politiche presso l'Université Sorbonne-Paris-Nord nel 1985, insegnando poi all'Istituto di studi politici di Lilla e a quello di Parigi, oltre che all'Istituto di studi europei dell'Università di Parigi-VIII, nei settori delle relazioni internazionali e della geopolitica.
Dal 1985 pubblica annualmente L'Année Stratégique, mentre nel 1991 ha lanciato il trimestrale International and Strategic Review, a cui partecipano esperti e politici internazionali. Iscritto al Partito Socialista, è stato assistente parlamentare del Groupe socialiste all'Assemblea nazionale dal 1986 al 1988. Dal 1988 al 1992, Boniface è stato consigliere nei gabinetti ministeriali del Ministro della Difesa Jean-Pierre Chevènement prima, poi di Pierre Joxe durante i suoi ministeri dell'Interno e della Difesa. Dal 1997 si è occupato degli aspetti strategici e diplomatici dello sport e ha sviluppato una "geopolitica dello sport".
È membro dell'Advisory Board per le questioni di disarmo presso l'ONU dal 2001 al 2005, dell'Institut des hautes études de Défense nationale (IHEDN) dal 1998 al 2004 e del Haut Conseil de la coopération internationale dal 1999 a 2003.

## Opere
- La Puce, les hommes et la bombe: l'Europe face aux nouveaux défis technologiques et militaires (con François Heisbourg), Hachette littérature, 1986
- L'Armée : enquête sur 300000 méconnus, Édition n°1, 1990
- Vive la bombe : éloge de la dissuasion nucléaire, Édition n°1, 1992
- Les Nouvelles Pathologies des États dans les relations internationales, Dunod, 1993
- Contre le révisionnisme nucléaire, Édition Marketing, 1994
- Les Écologistes et la défense (con Jean-François Gribinski), Dunod, 1994
- La Puissance internationale, Dunod, 1994
- Manuel de relations internationales, Dunod, 1994
- Relations internationales, Dunod, 1995
- Lexique des relations internationales, Édition Marketing, 1995
- La Volonté d'impuissance: la fin des ambitions internationales et stratégiques?, Éditions du Seuil, 1996
- Les Relations Est-Ouest 1945-1991, Éditions du Seuil, 1996
- Dictionnaire des relations internationales, Hatier, 1996
- Repenser la dissuasion nucléaire, Éditions de l'Aube, 1997
- La France est-elle encore une grande puissance?, Presses de Sciences Po, 1998
- Guide du savoir nuire à l'usage des dictateurs, Éditions Michalon, 2000
- Les Guerres de demain, Éditions du Seuil, 2001
- Le Monde contemporain : grandes lignes de partage, Presses universitaires de France, 2001
- Les Leçons du 11 septembre, Presses universitaires de France, 2001
- L'Europe et le sport, Presses universitaires de France, 2001
- Petit Dico européen (con Bastien Nivet), Presses universitaires de France, 2002
- La Terre est ronde comme un ballon : géopolitique du football, Édition du Seuil, 2002
- Le 11 septembre: un an après, Presses universitaires de France, 2002
- Chroniques géopolitiques 2002, Presses universitaires de France, 2003
- La France contre l'empire, Laffont, 2003
- Le Monde contemporain: grandes lignes de partage, Presses universitaires de France, 2003
- Atlas des Relations internationales, 2003
- Est-il permis de critiquer Israël?, Laffont, 2003
- Quelles valeurs pour l'Union européenne?, Presses universitaires de France, 2004
- Les Défis du monde arabe (con Didier Billion), Presses universitaires de France, 2004
- L'Année stratégique 2005, Armand Colin, 2004
- Chroniques proche-orientales: 2001-2005, Dalloz, 2005
- Vers la 4e guerre mondiale?, Armand Colin, 2005
- Quelle politique européenne pour la France?, Dalloz-Sirey, 2005
- Halte aux feux : Proche-Orient, antisémitisme, médias, islamophobie, communautarisme, banlieue… (con Élisabeth Schemla), 2006
- Le Monde nucléaire : arme nucléaire et relations internationales depuis 1945 (con Barthélémy Courmont), Armand Colin, 2006
- Football & mondialisation, Armand Colin, 2006
- Lettre ouverte à notre futur(e) président(e) de la République sur le rôle de la France dans le monde, Armand Colin, 2007
- Atlas des relations internationales, Hatier, 2008
- Les Relations internationales de 1945 à nos jours, Dalloz, 2008
- Atlas du monde global (con Hubert Védrine e Jean-Pierre Magnier), Armand Colin/Fayard, 2008
- De But en Blanc (con Pape Diouf), Hachette, 2009
- Vers la Quatrième Guerre mondiale ? Où on en est après Gaza après Obama, Armand Colin, 2009
- Atlas des crises et des conflits, avec Hubert Védrine et Jean-Pierre Magnier, Armand Colin/Fayard, 2009
- Pourquoi tant de haines ?, Éditions du Moment, 2010
- Football & mondialisation, Armand Colin, 2010
- Sans concessions. Conversations avec David Reinharc (con Gilles-William Goldnadel), Éditions David Reinharc, 2010
- L'Expulsion, Édition La Tengo, 2011
- Les Intellectuels faussaires, Jean-Claude Gawsewitch Éditeur, 2011
- Atlas de la France (con Hubert Védrine), Armand Colin, 2011
- Le Monde selon Sarkozy, Jean-Claude Gawsewitch Éditeur, 2011
- JO politiques, Jean-Claude Gawsewitch Éditeur, 2012
- Don't Panik, Desclée de Brouwer, 2012
- Sport et géopolitique: une décennie de chroniques, Éditions du Cygne, 2013
- Le sport, c'est bien plus que du sport ! (con Denis Masseglia), Gawsewitch Éditeur, 2013
- Les Intellectuels intègres, Gawsewitch Éditeur, 2013
- La France malade du conflit israélo-palestinien, Salvator, 2014
- Géopolitique du sport, Armand Colin, 2014
- Le Grand Livre de la géopolitique: les relations internationales depuis 1945, Eyrolles, 2014
- Comprendre le monde, Armand Colin, 2015
- Les Pompiers pyromanes : ces experts qui alimentent l'antisémitisme et l'islamophobie, Max Milo éditions, 2015
- L'Atlas du monde global (con Hubert Védrine), Armand Colin/Fayard, 2015
- La Géopolitique, Eyrolles, 2015
- 50 idées reçues sur l'état du monde, Armand Colin, edizione del 2016
- Léo Ferré toujours vivant, La Découverte, 2016
- JO Politiques, Eyrolles, 2016
- Je t'aimais bien tu sais: le monde et la France: le désamour ?, Max Milo, 2017
- 50 idées reçues sur l'état du monde, Armand Colin, edizione del 2017
- La Géopolitique: 43 fiches thématiques et documentées pour comprendre l'actualité, Eyrolles, 2017
- Les Relations internationales de 1945 à nos jours : comment en sommes-nous arrivés là ?, Eyrolles, 2017
- Antisémite, Max Milo, 2018
- Géopolitique illustrée. Les relations internationales depuis 1945, Eyrolles, 2018
- Atlas des crises et des conflits (con Hubert Védrine), Armand Colin/Fayard, 2019
- Comprendre le monde. Les relations internationales expliquées à tous, Armand Colin
- Géopolitique du Covid-19: Ce que nous révèle la crise du Coronavirus, Eyrolles, 2020
- Géopolitique de l'intelligence artificielle, Eyrolles, 2021
- Guerre en Ukraine, l'onde de choc géopolitique, Édition Eyrolles, 2023 (ISBN 978-2-416-01249-5)